# توم كلارك
توم كلارك (بالأيرلندية: Tomás Séamus Ó Cléirigh) (و. 1857 – 1916 م) هو ثوري، وسياسي أيرلندي، ولد في وايت، توفي في دبلن، عن عمر يناهز 59 عاماً، بسبب إعدام رميا بالرصاص.

## روابط خارجية
- توم كلارك على موقع الموسوعة البريطانية (الإنجليزية)